# حمام الحاج أغا تراب
حمام الحاج أغا تراب (بالفارسية: حمام حاج آقا تراب) هو حمام تاريخي يعود إلى القاجاريون، ويقع في نهاوند.